# Witthoh
Der Witthoh ist ein Höhenzug (862 m ü. NHN), Aussichtsberg und Standort des Senders Witthoh südlich von Tuttlingen in Baden-Württemberg.

## Geographie und Landschaft

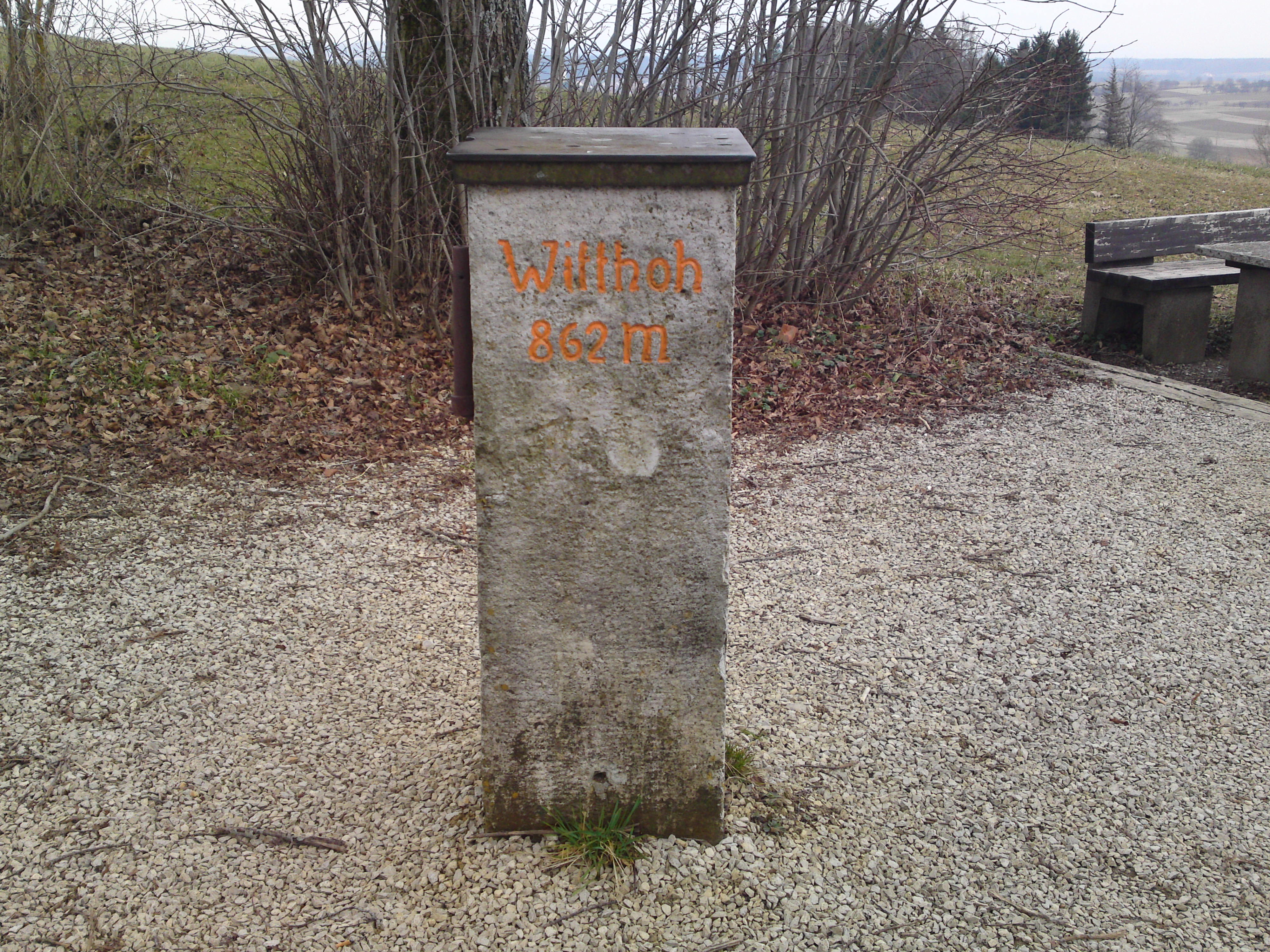
Höhenmarke (862 m) auf dem Witthoh

Der Berg liegt zwischen Tuttlingen, Hattingen und Emmingen, er ist ein Teil des Höhenzugs Die Egg, der seinerseits Teil der Hegaualb im Südwesten der Schwäbischen Alb ist. Auf der Nordseite ist er durchweg von dichtem Wald bedeckt, nach Süden herrschen Wiesen, Felder und Gehöfte vor.
Südlich des Witthoh ist die Natur im Frühling mindestens drei Wochen weiter als im nördlich gelegenen Donautal – der Witthoh trennt das raue Klima der Alb vom milderen Einfluss des Bodensees.
Dabei liegt der Höhenzug knapp einen Kilometer nördlich der Europäischen Hauptwasserscheide zwischen Nordsee und Schwarzem Meer; der südlich entspringende Seltenbach gehört zum oberirdischen Einzugsgebiet der Donau. Allerdings versickern in der weiteren Umgebung des Höhenzugs viele Bäche, unterqueren die Hauptwasserscheide im Karst, treten in der Regel im Aachtopf zutage und fließen über den Rhein in die Nordsee.

## Verkehr
Zu erreichen ist der Witthoh über die Straße von Emmingen ab Egg nach Hattingen.
Von Tuttlingen aus gibt es über die Witthohsteige eine weitere Möglichkeit. Diese schmale, schon im 18. Jahrhundert angelegte Straße hat am Anfang einen steilen Aufstieg (bis zu 14 %) und führt dann als Hochstraße (so auf den topographischen Karten) über die Hochebene zum Witthoh. Sie darf von Kraftfahrzeugen nur werktags befahren werden, in den Wintermonaten ist sie für Kraftfahrzeuge gesperrt.
Über die Witthohsteige führte bis 2022 auch der Hohenzollern-Radweg. Fahrradfahrer, die auf dem Donauradweg unterwegs sind, können ab der Möhringer Vorstadt auf einem ausgeschilderten und asphaltierten, leicht ansteigenden, sechs Kilometer langen Radweg durch das Goggen- und Rabental auf den Witthoh gelangen.

## Tourismus und Sport

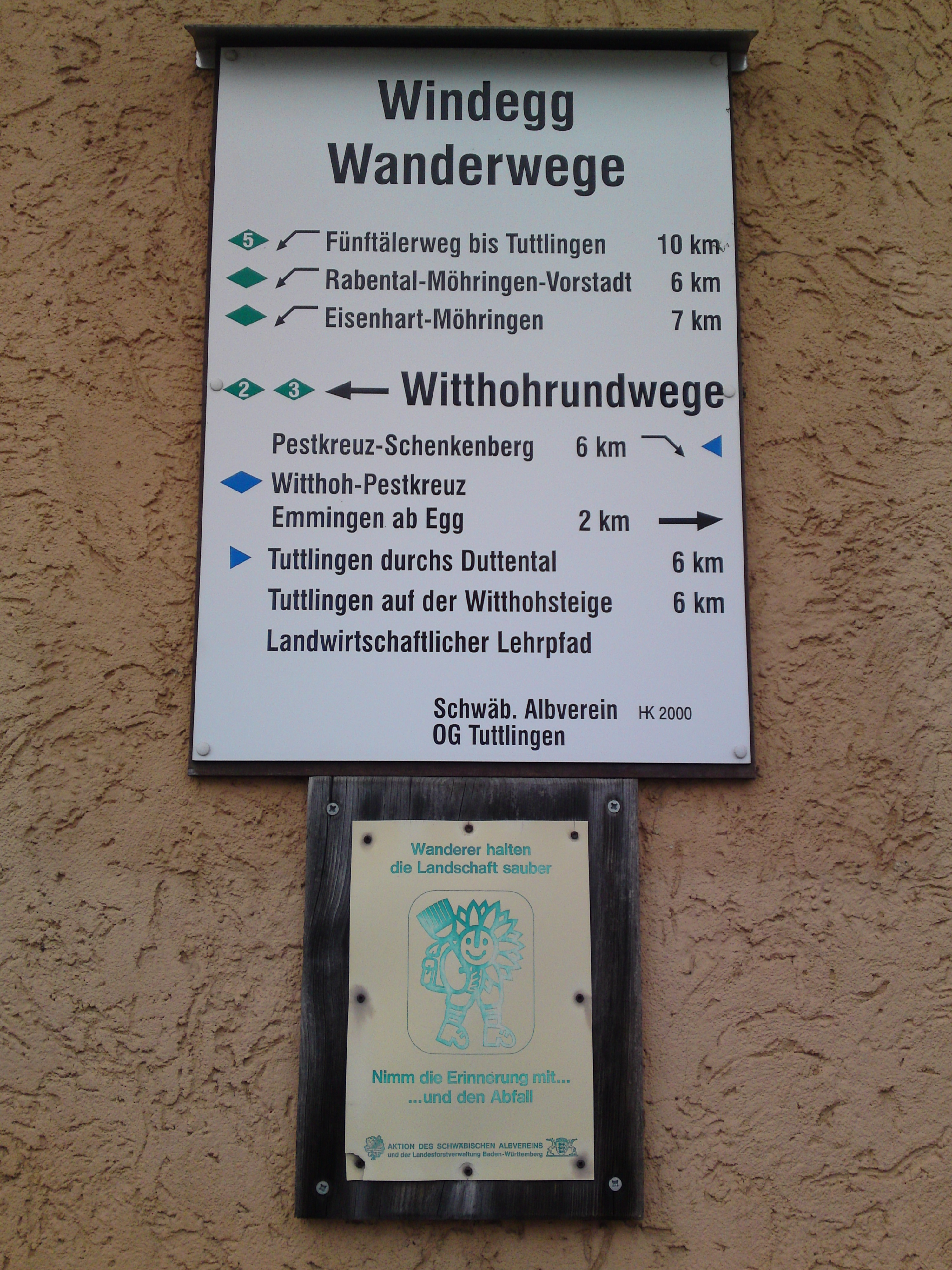
Wanderwege auf dem Witthoh

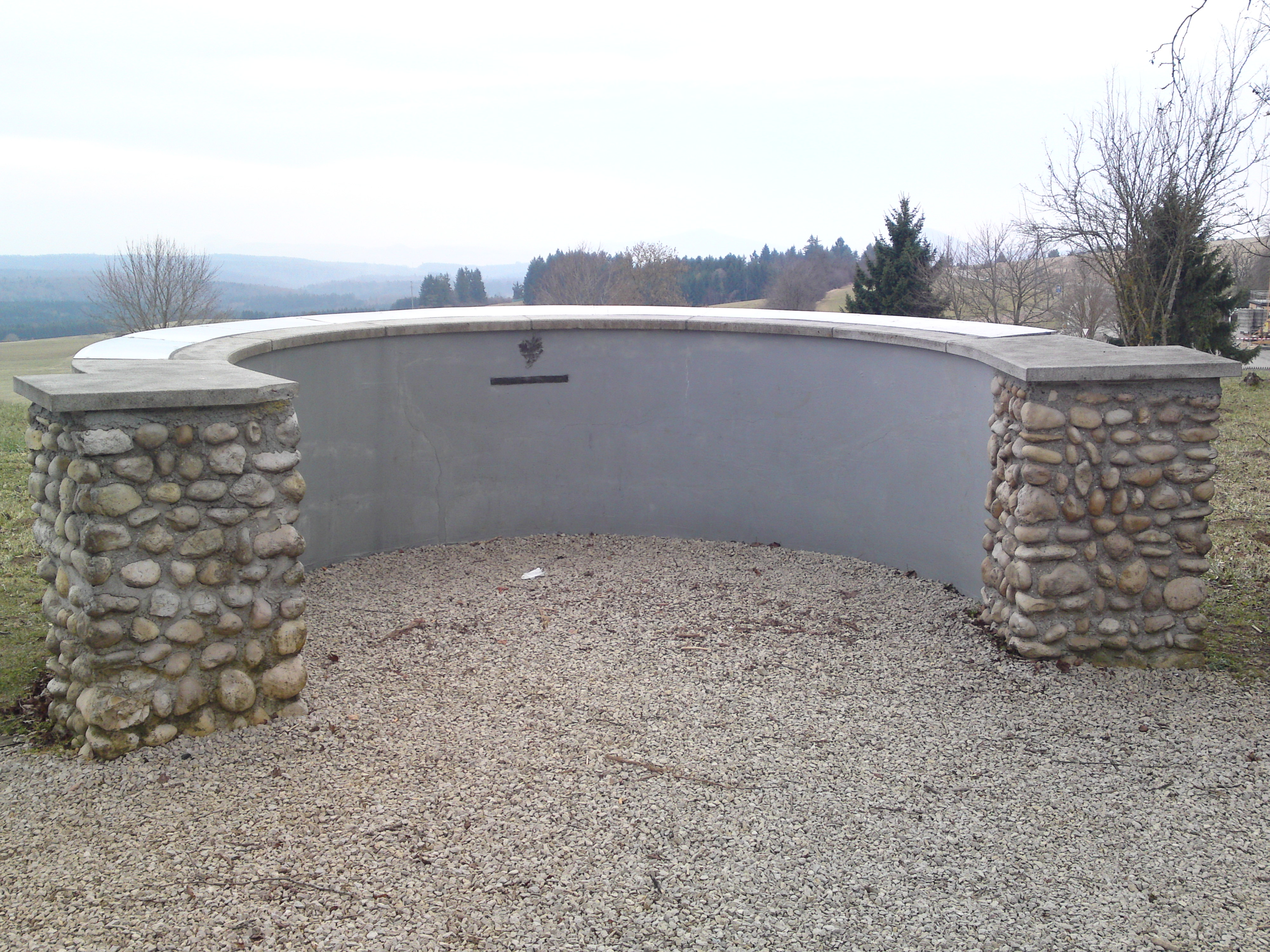
Aussichtsplattform mit Blick in den Hegau auf dem Witthoh

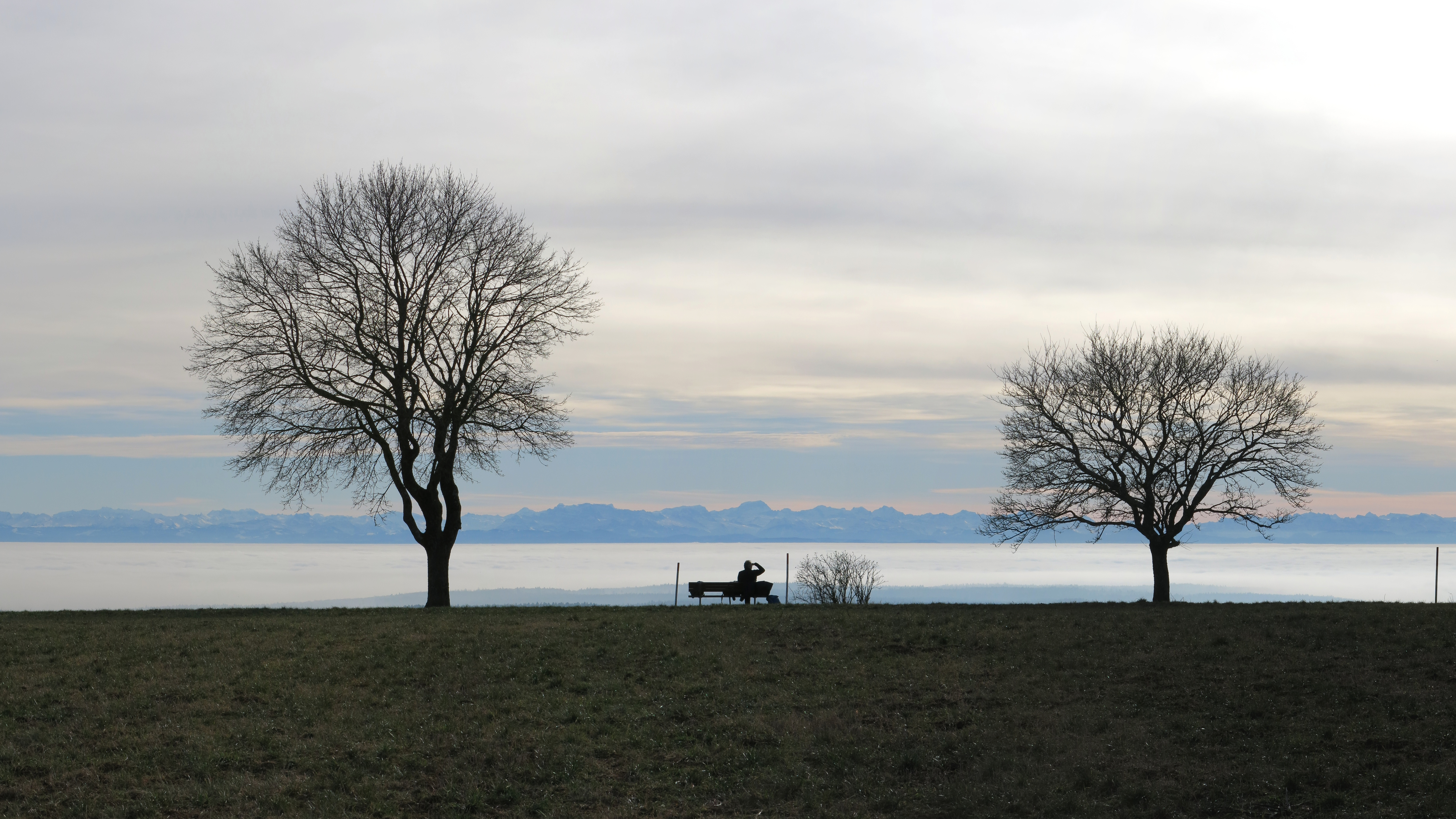
Aussichtsmöglichkeiten auf dem Witthoh

Mit Wanderwegen ist der Witthoh von Süden her durch die Wege des Schwarzwaldvereins erschlossen, von Norden durch die Wege des Schwäbischen Albvereins, da Emmingen früher zu Baden gehörte, Tuttlingen aber zu Württemberg.
Als Wander- und Aussichtsberg wird der Witthoh vor allem an Wochenenden und bei klarem Wetter von hunderten Spaziergängern besucht. An klaren Tagen reicht die Fernsicht von den bayerischen Alpen ab der Zugspitze im Osten bis weit nach Südwesten zu den Viertausendern des Berner Oberlandes, was einer Länge von etwa 300 Kilometern entspricht. Im Vordergrund kann man zweimal den Bodensee sehen. Links den Überlinger See, im Hintergrund den Obersee mit dem Schweizer Ufer bis Romanshorn, rechts den Untersee im Bereich Radolfzell. Das 25 Kilometer entfernte Radolfzeller Münster kann man mittels Fernglas erkennen.
Ebenfalls sind vom Witthoh aus viele Hegauberge, wie beispielsweise der Hohentwiel, der Hohenkrähen, der Hohenstoffeln, der Hohenhewen und der Mägdeberg zu sehen.
Ein Blick nach Westen bietet Fernsicht zum Schwarzwald, dem Feldberg und Teilen der Baar. Nach Norden geht der Blick Richtung Schwäbischer Alb. Nach Osten kann man über den Wäldern am Horizont den herausragenden Bussen bei Riedlingen erkennen.
Für den Wintersport besteht auf Emminger Gemarkung der Skilift Witthoh mit Flutlicht. Dieser Schlepplift ist in Privatbesitz. Der Ski-Club Emmingen (SV 1922 Emmingen ab Egg e.V./Abteilung Ski) betreibt die bewirtschaftete Skihütte und für Skilangläufer die Witthohloipe. Sie besteht aus einem rund 8,5 Kilometer langen Rundkurs für den klassischen Stil und einer kombinierten Skating- und Diagonalspur mit rund 5 Kilometer Länge.

## Berggasthof Witthoh

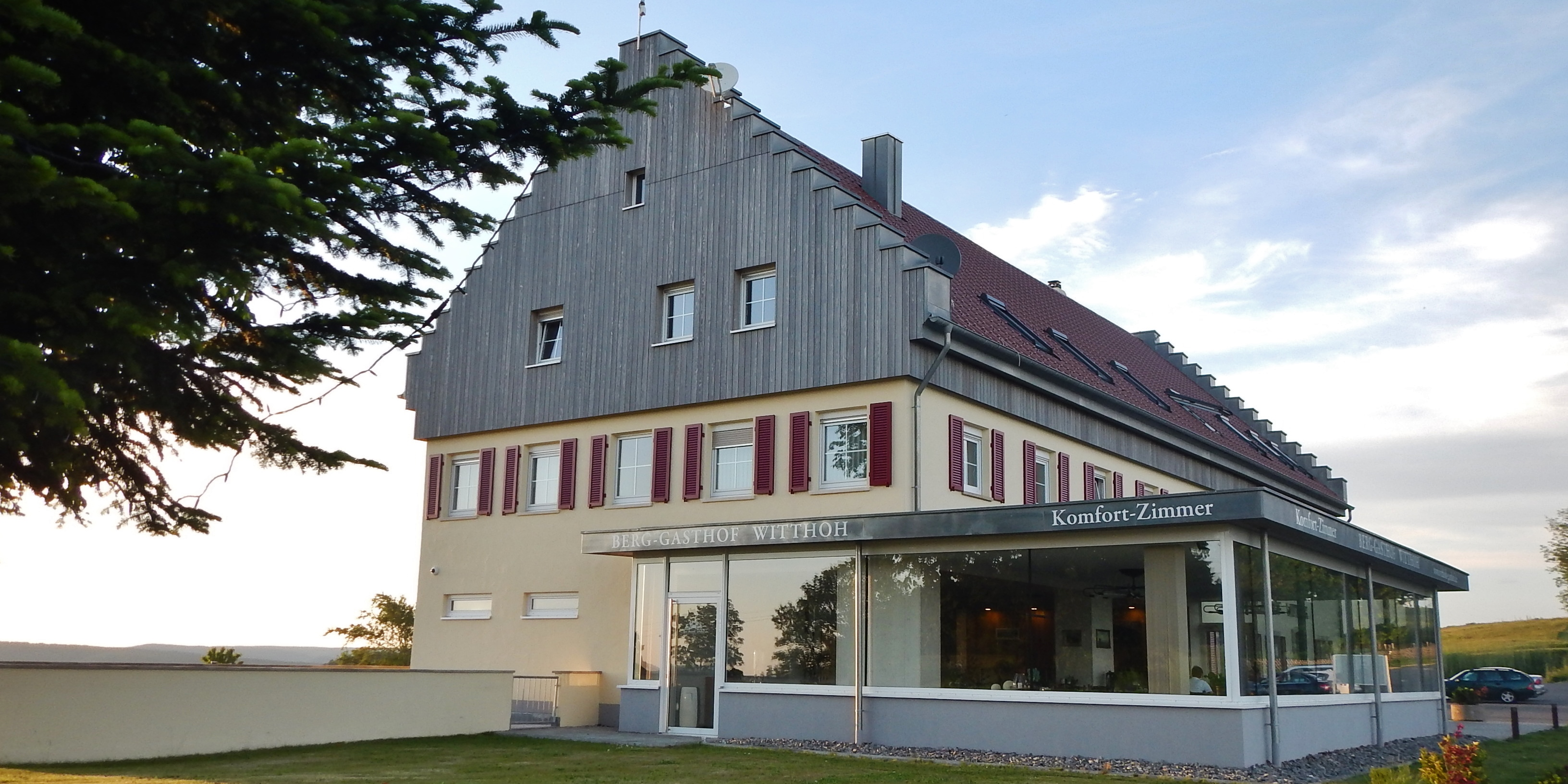
Berggasthof Witthoh (2014)

Nach einer längeren Ruhe- und Umbauphase eröffnete im August 2013 der traditionsreiche Berggasthof Witthoh (früher: Berg-Gasthaus Windegg-Witthoh) wieder. Er liegt südwestlich des Gipfels an der Kreisstraße 5929 zwischen Hattingen und Emmingen-Liptingen an der Kreuzung zur Witthohsteige.

## Johannes-und-Jakobus-Kapelle

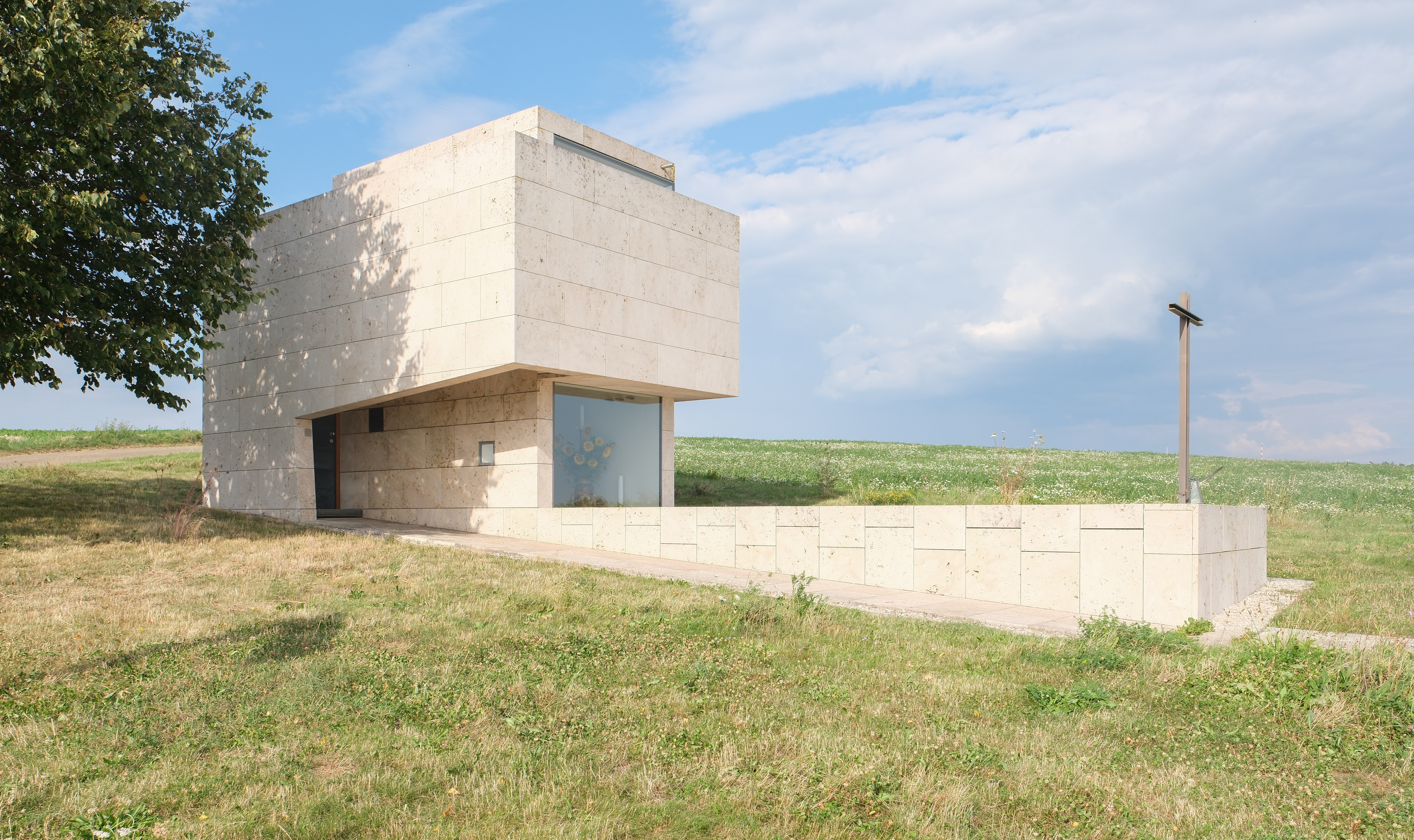
Johannes-und-Jakobus-Kapelle

Im Jahr 2003 wurde die Johannes-und-Jakobus-Kapelle am Witthoh errichtet. Bauherr der Kapelle war der damalige Vorstandsvorsitzende der Aesculap AG Tuttlingen, Michael Ungethüm. Die Kapelle wurde vom Architekten Günter Hermann (Stuttgart und Tuttlingen) entworfen und am 13. September 2003 vom Erzabt der Erzabtei Beuron, Theodor Hogg, im Rahmen eines festlichen Gottesdienstes geweiht. Die Kapelle ist wegen ihrer besonderen Architektur bekannt und gestattet durch die Fenster des Altarraumes einen Blick über den Hegau. Das kleine Gebäude wurde 2005 mit dem Preis „Auszeichnung guter Bauten des Bundes Deutscher Architekten“ prämiiert.

## Lachender Stein
Auf dem Witthoh befindet sich auch der Lachende Stein. Das ist ein Grenzstein, der einst die Grafschaften Hohenberg, Fürstenberg und Nellenburg trennte. Daneben befindet sich ein Gedenkstein zur Erinnerung an den Müller Andreas Storz aus Rosenfeld bei Balingen, der hier am 26. April 1794 beraubt und tödlich verletzt wurde.

## Sendeanlage
Auf dem Witthoh steht ein 117 Meter hoher Sendemast für Radioprogramme.